# Monthurel
Monthurel é uma comuna francesa na região administrativa de Altos da França, no departamento de Aisne. Estende-se por uma área de 3,86 km². Em 2010 a comuna tinha 152 habitantes (densidade: 39,4 hab./km²).